# Realisatiebeginsel
Het realisatiebeginsel is een economisch principe dat zeer nauw samenhangt met het voorzichtigheidsbeginsel. Zij kaderen in een aantal principes die erop gericht zijn boekhouden zo relevant en eerlijk mogelijk te houden.
Het beginsel houdt in dat waardevermeerderingen (winsten) van jaarrekeningposten slechts in het resultaat tot uiting mogen worden gebracht als zij ook effectief zijn gerealiseerd op de balansdatum. Alle verliezen en risico's die hun oorsprong vinden voor het einde van het boekjaar worden ingevoerd, als zij voor het opmaken van de jaarrekening bekend zijn.
De winsten die nog niet zijn verwezenlijkt op de balansdatum worden nog niet genomen.
Op die manier wordt de jaarbalans niet te veel beïnvloed door eenmalige inbreng van grote winsten, wat voor beursgenoteerde bedrijven voordelig kan zijn. Het realisatiebeginsel is dus een principe dat vooral de eerlijkheid in boekhouden bevordert. De meeste, zo niet alle Europese wetgevingen incorporeren dit beginsel. De praktijk is vaak anders, maar dit maakt zondigen tegen het realisatiebeginsel meteen een frauduleuze misleidende tactiek.

In het Belgisch boekhoudrecht wordt dit beginsel verwoord in artikel 33 van het Koninklijk Besluit van 30 januari 2001. O.a. in de zaak Lernout & Hauspie werd het realisatiebeginsel geschonden door opbrengsten te erkennen die (nog) niet gerealiseerd waren.